# Vrhe, Celje
Vrhe este o localitate din comuna Celje, Slovenia, cu o populație de 227 de locuitori.